# Konan (Naruto)
Konan (транслит.)  je izmišljeni lik iz serijala Naruto i jedina žena u Akacukiju. 

## Pozadina

### Rano detinjstvo
Dok je još bila mlada, Konanina porodica gine tokom Drugog nindža rata, a ona je bila prepuštena sebi. malo kasnije, Jahiko je pronalazi i njih dvoje rade zajedno kako bi preživeli. Nedugo posle toga, Konan odlazi u šetnju i nalazi mladog Nagata sa svojim psom, Čibijem. Ona ga spašava i odvodi ga u svoje skrovište. Postepeno Jahiko, Konan i Nagato postaju bliski prijatelji. Tokom traganja za nešto hrane, oni nailaze na Tri Sanina, koji im daju hranu kako bi mogli da prežive. Konan ih impresionira praveći cvet od papirnog pakovanja kojim je hrana koju je pojela bila obmotana. Ona im poklanja cvet kao znak zahvalnosti. Kada je Oročimaru predložio da ih ubiju da ne bi morali da trpe strahote rata, Džiraja je umesto toga odlučio da ostane sa njima i nauči ih kako da se brinu sami o sebi.
Kada ih je Džiraja naučio osnovne nindžicu veštine i bio siguran da mogu da se staraju sami o sebi, on ih ostavlja same i vraća se u Konohu. Pre odlaska, Džiraja kaže Konan da će ona izrasti u prelepu devojku i da dođe u Konohu da ga poseti kada napuni osamnaest godina. Tokom svog vremena sa Konan, Jahikom i Nagatom, Džiraja je stvorio poseban odbrambeni sistem (budući da skrovište koje oni dele bila laka meta neprijateljima), koji se sastoji od četiri daščice, koje su bile na jednoj strani crvene boje, a na drugoj bele boje sa crtežom žabe. Jahikova, Konanina i Nagatova daščica je bila na jednom zidu, dok je Džirajina bila na suprotnom zidu. Svrha daščica je bila, da ako su oni u skrovištu, tada bi trebalo da daščica bude okrenuta na crvenu stranu, a kada odu, da bude okrenuta na belu stranu sa žabom, pa ako bi daščica bila okrenuta na crvenu stranu, a oni nisu kući, Džiraja bi znao da su kidnapovani, a ako je daščica okrenuta na belu stranu, a oni su kući, to znači da se neko verovatno transformisao ili prerušio u njih.

### Početak karijere kao Akacuki član
Tokom vremena, tri formirana Akacukija su postala poznata po svojoj snazi i efikasnosti, pa su vesti o njihovim postupcima stigle čak i do Džiraje. Kada je njihova grupa postala prevelika, bili su primorani da nađu novo skrovište i da napuste skrovište u kome su odrastali sa Džirajom. Kada je trebalo da okrenu svoje daščice pre odlaska, neprijateljski nindža tim je upao u skrovište, rezultujući veliku eksploziju koja je napravila rupu u krovu. Jahiko je baš tada bio na redu da okrene svoju daščicu, ali su morali brzo da odu iz skrovišta, tako da su on i Nagato ostavili svoje daščice na crvenoj strani. Takođe se otkriva da je Konan tokom vremena počela da razvija osećanja prema Jahiku.
Hanzo, tadašnji vođa Amegakurea, se plašio da će Akacuki da ga zbaci sa pozicije na kojoj je on tada bio. Kao takav, on i Danzo Šimura iz Konohe su prevarili grupu u susretu sa njima o vernosti za mir. Kada su Nagato i Jahiko otišli da se sastanu sa njima, oni su kidnapovali Konan i naredili Nagatu da ubije Jahika u zamenu za njen život. Konan je tada počela da plače pričajući im da beže bez nje, ali su oni odbili. Iako je Nagato bio skroz paralizovan u šoku od strane naređenja, Jahiko se uboo kunaijem koji je bio u Nagatovoj ruci. Posle toga, Nagato uspeva da spase Konan, koja ga je pratila gde god da on ode.

## Ličnost

### Osobine
Konan je oduvek bila staložena, mirna i uvek je razmišljala svojom glavom pre nego što nešto uradi (baš kao i njen partner Nagato). Kao dete je zračila toplotom, bila je prilično vesela i prilično saosećajna. Međutim, traumatični događaji su je naveli da postane veoma ozbiljna osoba, koja nikada nije govorila tokom nekog Akacuki sastanka. Ipak, ona uvek stavlja bezbednost svojih kolega iz tima na prvo mesto, pa tek onda njenu sopstvenu sigurnost. Konan je takođe pokazala neka osećanja prema Jahiku, stalno je brinula o njemu, a jednom prilikom mu se toliko približila da je mogla da ostvari i kontakt.
Izgleda da je Konan najsaosećajnija osoba u Akacukiju, pa kad god bi se setila svoje prošlosti, postala bi tužna. Ona je takođe izrazila veliku lojalnost i ljubaznost prema Pejnu, uvek pazeći na njega i ne sumnjajući u njegove sposobnosti. Ona deluje kao posrednik između Pejna i Amegakurea, a seljani su joj dali nadimak „Božji Anđeo,” jer sa njenim papirnim krilima aktiviranim, ona i podseća na jednog.
Takođe je imala sposobnost da pročita Pejnove emocije bez potrebe da ih on slikovito izrazi, verovatno kao rezultat poznavanja Pejna toliko dugo. Čim je Tobi naredio Pejnu da uhvati Devetorepu demonsku lisicu, mogla je odmah reći da je Pejna to baš emotivno uznemirilo.
Nakon Nagatovog žrtvovanja, Konan postaje žestoko nepopustljiva da zaštiti Naruta Uzumakija, osobi kojoj je Nagato poverio svoju misiju zavladavanja mira u svetu. Bila je jednako žestoka u odbrani Nagata i njegovog Rinengana od Tobija. Dala bi sve samo da zaštiti blago Amegakurea, Rinengan, i Naruta kao džinčurikija od neprijatelja.

### Pojava
Konan ima kosu plave boje, sive oči (u animeu su promenjene u boju ćilibara), ultramarin senku za oči i pirsing na bradi. Kao uspomena na svoje detinjstvo, Konan stalno nosi origami cvet u kosi. Njen izraz lica je obično neutralini, sem toga što ponekad izrazi zabrinutost posmatranjem Pejna kako koristi tehniku koja bi mogla da ga oslabi. Nosi Akacuki ogrtač, a nokti su joj obojeni narandžastim lakom. Nosi Akacuki prsten na svom levom srednjem prstu, a kandži znak na njemu znači "bela" (白, haku/shiro). Konan je samo na početku karijere kao Akacuki član nosila svoju zaštitnu traku, od tada se više ne viđa s njom.

### Sposobnosti
Konan je bila S-rank kunoiči i njene sposobnosti su bila na visokom nivou, pa je Pejn imao veliko poštovanje prema njenim mogućnostima. Ona je takođe imala neverovatan prirodni talenat za origami i posle treninga sa Džirajom, bila je u mogućnosti da stvori oružja od papira ispunjenih čakrom. Tobi ju je baš potcenio u njihovoj bici, što je dovelo do gubitka desne ruke i polovine njegove maske. Ona je takođe bila i veoma inteligentna, pa je lako dešifrovala poruke, i pravila savršen plan kako da ubije Tobija. Čak je i Tobi izrazio iznenađenje da je bio primoran da se osloni na zabranjeni Izanagi da bi preživeo njen poslednji napad, što ga je koštalo njegovog desnog oka.

#### Papirni nidžucu
Konan je pokazala talenat za origami, pa ga razvija u svoj sopstveni nindžucu. Stvorila je jedinstvenu transformaciju koju je nazvala Ples Šikigamija, koja može ta pretvori celo njeno telo i odeću u milijarde malih papira, koje ona može da kontroliše po volji i može da ih pretvori u koj god oblik ili boju ona želi. Da putuje na duge relacije, ona ih pretvara u leptiriće ili papirne avione, a da bi napala, ona ih stvrdne toliko da dobiju masu jednaku masi čelika i pretvara ih u igle, strele ili šurikene. Takođe, ona može da obavije svoje protivnike u papire i tako blokira njihovo kretanje i polako ih guši. Konan priliči tituli anđela (天使, Tenshi), njeni papiri mogu i da naprave oblik krila, ionako što ona može da lebdi i bez njih.
Konan umire u borbi protiv Tobija, koji ju je ubio uz pomoć svog gendžicua. Ona ostaje da pluta na vodi, zajedno sa Pejnom (Jahikom) i Nagatom. Na kraju vidimo kako jedan od njenih papira odleće do njihovog prvobitnog skrovišta i lepi se na Konaninu daščicu. Jahiko, Nagato i Konan su ipak ispunili svoje obećanje koje su dali pre odlaska: Vratili su se u njihovo skrovište po zadnji put pre njihove smrti.

## Zanimljivosti
- Ime Konan znači "Mali jug"
- Iako što je član Akacukija, Konan nikada nije bila nestali nindža zbog toga što je Akacuki pobedio u građanskom ratu u Amegakureu.
- Konan deli svoj datum rođenja i krvnu grupu sa Jahikom